# Liste der Wappen mit dem Tannenschnitt
Die Liste der Wappen mit dem Tannenschnitt enthält Kommunalwappen sowie weitere Wappen und Logos, auf denen der Tannenschnitt in seinen beiden Erscheinungsformen (Tannengipfelschnitt und Tannenreisschnitt) im Wappen abgebildet ist.

## Tannengipfelschnitt
| Wappen | Status                    | Name               | Verwaltungseinheit | Land        | Besonderheiten |
| ------ | ------------------------- | ------------------ | ------------------ | ----------- | -------------- |
|        | Gemeinde                  | Afiesl             |                    | Österreich  |                |
|        | Gemeinde                  | Burgwald           |                    | Deutschland |                |
|        | Gemeinde                  | Habichtswald       |                    | Deutschland |                |
|        | Ehemalige Gemeinde        | Kajaanin mlk       |                    | Finnland    |                |
|        | Ehemalige Gemeinde        | Metsämaa           |                    | Finnland    |                |
|        | Gemeinde                  | Puolanka           |                    | Finnland    |                |
|        | Ehemalige Gemeinde        | Pylkönmäki         |                    | Finnland    |                |
|        | Gemeinde                  | Rautjärvi          |                    | Finnland    |                |
|        | Gemeinde                  | Storuman           |                    | Schweden    |                |
|        | Stadt                     | Sudbury            |                    | Kanada      |                |
|        | Ehemalige Kirchengemeinde | Sya församling     |                    | Schweden    |                |
|        | Gemeinde                  | Taivalkoski        |                    | Finnland    |                |
|        | Ehemaliger Markt          | Traryd             |                    | Schweden    |                |
|        | Gemeinde                  | Willingen (Upland) |                    | Deutschland |                |

## Tannenreisschnitt
| Wappen | Status             | Name                           | Verwaltungseinheit | Land       | Besonderheiten |
| ------ | ------------------ | ------------------------------ | ------------------ | ---------- | -------------- |
|        | Gemeinde           | Altwasser                      |                    | Tschechien |                |
|        | Gemeinde           | Heinersdorf an der Tafelfichte |                    | Tschechien |                |
|        | Gemeinde           | Joutsa                         |                    | Finnland   |                |
|        | Gemeinde           | Karvia                         |                    | Finnland   |                |
|        | Ehemalige Gemeinde | Kõlleste                       |                    | Estland    |                |
|        | Ehemalige Gemeinde | Kuusjoki                       |                    | Finnland   |                |
|        | Ehemalige Gemeinde | Laekvere                       |                    | Estland    |                |
|        | Ehemalige Gemeinde | Mörlunda                       |                    | Schweden   |                |
|        | Gemeinde           | Ockelbo                        |                    | Schweden   |                |
|        | Stadt              | Outokumpu                      |                    | Finnland   |                |
|        | Stadt              | Pudasjärvi                     |                    | Finnland   |                |
|        | Ehemalige Gemeinde | Punkaharju                     |                    | Finnland   |                |
|        | Ehemalige Gemeinde | Sideby                         |                    | Finnland   |                |
|        | Ehemalige Gemeinde | Varpaisjärvi                   |                    | Finnland   |                |
|        | Gemeinde           | Wosnitz                        |                    | Tschechien |                |
|        | Ehemalige Gemeinde | Ylämaa                         |                    | Finnland   |                |
|        | Adel               | Daniel von Schweden            |                    | Schweden   |                |